# Lophiotrema duplex
Lophiotrema duplex är en svampart som först beskrevs av Petter Adolf Karsten, och fick sitt nu gällande namn av Pier Andrea Saccardo 1883. Lophiotrema duplex ingår i släktet Lophiotrema och familjen Lophiostomataceae.   Inga underarter finns listade i Catalogue of Life.